# Koči, Indija
Koči (malajamalska izgovorjava: [koˈtːʃi]), znan tudi po prejšnjem imenu Kočin, je glavno pristaniško mesto ob Malabarski obali Indije, ki meji na Lakadivsko morje. Je del okrožja Ernakulam v zvezni državi Kerala. Mesto se običajno imenuje tudi Ernakulam. Od leta 2011 je občinska korporacija Koči imela 677.381 prebivalcev na območju velikem 94,88 km², večja mestna aglomeracija Koči pa je imela skupno več kot 2,1 milijona prebivalcev na območju 440 km², zaradi česar je največja in najbolj naseljeno metropolitansko območje v Kerali. Mesto Koči je tudi del razvojne regije Greater Cochin in ga indijska vlada uvršča med mesta stopnje II. Civilno telo, ki upravlja mesto, je Kochi Municipal Corporation, ki je bilo ustanovljeno leta 1967, zakonski organi, ki nadzirajo njegov razvoj, pa sta Greater Cochin Development Authority [11] (GCDA) in Goshree Islands Development Authority (GIDA).
Koči, ki so ga imenovali »kraljica Arabskega morja«, je bil že od antike pomembno trgovsko središče z začimbami na zahodni obali Indije. Pristanišče Muziris je trgovalo z Rimljani, Perzijci, Arabci in Kitajci. Od leta 1503 do 1663 so Portugalci ustanovili kolonijo v Fort Koči (Fort Emmanuel), preden so jo leta 1663 zavzeli Nizozemci. Nizozemci so nato območje prepustili Združenemu kraljestvu. Koči je ostal pod nadzorom kraljevine Kočin, ki je postala kneževska država Britancev. Koči je na prvem mestu po skupnem številu prihodov mednarodnih in domačih turistov v Kerali.

## Etimologija
Starodavni popotniki in trgovci so omenjali Koči, različno namigujući nanj kot Cocym, Cochym, Cochin in Koči. Judovska skupnost Kočin se je imenovala Cochin Kogin (hebrejsko: קוגין), kar je razvidno iz pečata sinagoge v lasti skupnosti. Arabski trgovci so ta kraj imenovali Kaši, kar je razvidno iz knjig, kot je Tuhfat Ul Mujahideen. Izvor imena Koči naj bi bila malajalamska beseda kochu azhi, kar pomeni 'majhna laguna'. Poročila italijanskih raziskovalcev Nicola Contija (15. stoletje) in Fra Paoline iz 17. stoletja pravijo, da se je imenovala Kočči, poimenovana po reki, ki je povezovala zaledne vode z morjem. Po prihodu Portugalcev in pozneje Britancev se je ime Kočin obdržalo kot uradna oznaka. Mesto se je leta 1996 vrnilo k natančnejšemu prepisu svojega prvotnega malajalamskega imena, Koči. To spremembo imena je izpodbijala mestna občinska korporacija, vendar je sodišče pozneje tožbo zavrnilo.

## Zgodovina
Muziris, pristanišče nekje severno od Kočija (večinoma identificirano s Kodungalurjem v okrožju Thrisur), je bilo več stoletij središče indijske trgovine z začimbami in so ga poznali Arabci, Javanci (Grki in Rimljani), pa tudi Judje, Sirci in Kitajci že od antičnih časov. Koči je postal pomemben kot trgovsko središče, potem ko je bilo pristanišče Muziris okoli Kodungalurja (Cranganore) uničeno zaradi velike poplave reke Perijar leta 1341. Najzgodnejše dokumentirane omembe Kočija se pojavljajo v knjigah, ki jih je napisal kitajski popotnik Ma Huan med svojim obiskom Kočija v 15. stoletju kot del zakladne flote admirala Zheng Heja. Obstajajo tudi sklicevanja na Koči v poročilih, ki jih je napisal italijanski popotnik Niccolò Da Conti, ki je obiskal Koči leta 1440. Vladar Perumpadapu (blizu Ponanija) je pobegnil v Kodungalur v zgodnjem srednjem veku, ko je Zamorin iz Calicuta po vojni Tirunavaja priključil regijo Ponani. Kasneje so se preselili v Koči in ustanovili kraljestvo Kočin. Ko se je Vasco da Gama izkrcal pri Kozhikodeju in se je Zamorin iz Calicuta boril proti Portugalcem s Kundžalijem Marakarjem, se je vladar Kočina povezal s Portugalci.
Na Malabarski obali v začetku 15. stoletja sta bila Calicut in Koči v intenzivnem rivalstvu, zato se je kitajska dinastija Ming odločila posredovati tako, da je Kitajcem podelila poseben status Kočiju in njegovemu vladarju, znanemu kot Kejili (可亦里). Calicut je bil prevladujoče pristaniško mesto v regiji, vendar je Koči postajal njegov glavni tekmec. Za peto potovanje z Mingovim zakladom je dobil admiral Zheng He navodilo, naj podeli pečat Kejiliju iz Kočija in označi goro v njegovem kraljestvu kot Zhenguo Zhi Shan (鎮國之山, gora, ki ščiti deželo). Zheng He je Kočiju izročil kamnito ploščo z napisom, ki ga je sestavil sam cesar Jongle. Dokler je Koči ostal pod zaščito Mingov iz Kitajske, Zamorin iz Calicuta ni mogel vdreti v Koči. Prenehanje potovanj z zakladi Ming je posledično imelo negativne posledice za Koči, saj je Zamorin iz Calicuta sčasoma sprožil invazijo proti Kočiju. V poznem 15. stoletju je Zamorin zasedel Koči in postavil svojega predstavnika za kralja pristaniškega mesta.
Po mnenju mnogih zgodovinarjev je država predhodnica kraljestva Koči nastala v zgodnjem 12. stoletju, po padcu kraljestva Čera. Vladavina kraljestva je bila dedna in družina, ki je vladala regiji, je bila v lokalnem jeziku znana kot Perumpadapu Svaropam.
Pristanišče Kozhikode je imelo boljši gospodarski in politični položaj na srednjeveški obali Kerale, medtem ko so bila Kanur, Kolam in Koči komercialno pomembna sekundarna pristanišča, kjer so se zbirali trgovci iz različnih delov sveta. Portugalci so prispeli v Kapad Kozhikode leta 1498 v dobi odkritij in tako odprli neposredno morsko pot iz Evrope v Indijo. Portugalski pomorščak Pedro Álvares Cabral je leta 1500 v Kočiju ustanovil prvo evropsko naselbino v Indiji. Od leta 1503 do 1663 je Fort Kochi (Fort Emmanuel) vladala Portugalska. To portugalsko obdobje je bilo mučno obdobje za kristjane sv. Tomaža, muslimane Mapilas in Jude, saj je bila inkvizicija aktivna v portugalski Indiji. Vladar kraljestva Tanur, ki je bil vazal Zamorina iz Calicuta, se je postavil na stran Portugalcev proti svojemu vladarju v Kozhikodeju. Posledično je kraljestvo Tanur (Vetathunadu) postalo ena najzgodnejših portugalskih kolonij v Indiji. Na stran Kočina se je postavil tudi vladar Tanurja. Številni člani kraljeve družine Kočin v 16. in 17. stoletju so bili izbrani iz Vetoma. Vendar pa so se sile Tanurja pod kraljem borile za Zamorin iz Calicuta v bitki pri Kočinu (1504). Vendar pa je zvestoba trgovcev Mapila v regiji Tanur še vedno ostala pod Zamorinom iz Calicuta. Koči je gostil grob Vasca da Game, prvega evropskega raziskovalca, ki je odplul proti Indiji, ki je bil pokopan v cerkvi sv. Frančiška, dokler niso njegovi posmrtni ostanki leta 1539 vrnjeni na Portugalsko. Portugalski vladavini je sledila vlada Nizozemcev, ki so utrdbo Imanuel preimenovali v Fort Stormsburg. Medtem je kraljeva družina Koči prestolnico kraljestva preselila v Thrisur in pustila nominalno oblast nad otoki Koči. Leta 1664 so Nizozemci ustanovili občino Fort Koči, s čimer je postala prva občina na indijski podcelini, ki je bila razpuščena, ko je nizozemska oblast v 18. stoletju oslabela. Preostali del Kočija so upravljali guvernerji kraljestva Koči. Do leta 1773 je vladar Misoreja Hyder Ali razširil svoje osvajanje v regiji Malabar na Koči, zaradi česar je postala pod upravo Misoreja. Dedni predsednik vlade Kočija, ki so ga imeli Paliath Ačans, se je končal v tem obdobju.
Medtem so Nizozemci, ki so se bali izbruha vojne v Združenih provincah, podpisali anglo-nizozemsko pogodbo iz leta 1814 z Združenim kraljestvom, po kateri je bil Koči prepuščen Združenemu kraljestvu v zameno za otok Bangka na vzhodu na Sumatri. Vendar pa obstajajo dokazi o bivanju Angležev v regiji že pred podpisom pogodbe. Leta 1866 je bila ponovno ustanovljena občina Fort Koči. Fort Koči, ki je bil del okrožja Malabar do leta 1956, je postal občina 1. novembra 1866, skupaj s Kanurjem, Thalaserijem, Kozhikodejem in Palakadom, v skladu z Madraskim zakonom 10 iz leta 1865 (sprememba zakona o izboljšavah v mestih iz leta 1850) Britansko-indijskega imperija. Njegovo prvo tekmovanje za mesto v občinskem svetu je bilo izvedeno leta 1883. Leta 1896 je H. H. Rama Varma XV., maharadža iz Kočina, uvedel lokalno upravo z oblikovanjem mestnih svetov v Matančeriju in Ernakulamu. Leta 1907 sta guverner predsedstva Madras, sir Arthur Lawley in njegov brat, Beilby Lawley, 3. baron Wenlock, guverner Madrasa, 1891 do 1896, odšla na uradno turnejo po Kočinu in Travancoreju, ki je trajala od 25. januarja do 14. februarja. 26. januarja jih je pričakalo njegovo visočanstvo radža iz Kočina, ki je priredil državniško večerjo v njihovo čast v Ernakulamu. Do leta 1870 je bila prestolnica kraljestva Koči ponovno prestavljena v predmestje Koči v Tripunithuri. Leta 1910 je Ernakulam postal upravna prestolnica kraljestva Koči z ustanovitvijo kraljevega sekretariata in državnega Durbarja. Pisarne Divana in High Court so se kmalu preselile v Ernakulam.
Leta 1925 je bila zaradi pritiska javnosti na državo ustanovljena zakonodajna skupščina Koči. Proti začetku 20. stoletja se je trgovina v pristanišču močno povečala, zato se je čutila potreba po razvoju pristanišča. Pristaniškega inženirja Roberta Bristowa so leta 1920 pripeljali v Koči pod vodstvom lorda Willingdona, takratnega guvernerja Madrasa. V obdobju 21 let je spremenil Koči v eno najvarnejših pristanišč na polotoku, kjer so ladje pristajale ob na novo obnovljenem notranjem pristanišču, opremljenem z dolgim nizom parnih žerjavov.
Leta 1947, ko se je Indija osamosvojila od britanske kolonialne vladavine, je bil Kočin prva knežja država, ki se je prostovoljno pridružila Indiji. Leta 1949 je z združitvijo Kočina in Travancoreja nastala država Travancore-Kočin. Od leta 1949 do 1956 je bil kralj Travancoreja Radžpramukh zveze Travancore-Kočin. Ta je bil nato združen z okrožjem Malabar v državi Madras. Končno je indijska vlada z Zakonom o reorganizaciji držav (1956) slovesno uvedla novo zvezno državo – Kerala. Svet Matančerija je 9. julija 1960 sprejel resolucijo, ki je bila posredovana vladi, s katero je zahteval ustanovitev občinske korporacije z združitvijo obstoječih občin Fort Koči, Matančeri in Ernakulam. Vlada je imenovala komisijo, ki je preučila smotrnost predlagane združitve. Na podlagi svojega poročila je zakonodajna skupščina Kerale odobrila ustanovitev korporacije. 1. novembra 1967, natanko enajst let od ustanovitve države Kerala, je Koči Municipal Corporation začela obstajati.
Gospodarska rast mesta se je okrepila po gospodarskih reformah v Indiji, ki jih je v začetku 1990-ih uvedla centralna vlada. Od leta 2000 je storitveni sektor spodbudil mestno gospodarstvo. Ustanovitev več industrijskih parkov, ki temeljijo na IT in drugi pristaniški infrastrukturi, je sprožila gradbeni in nepremičninski razcvet v mestu. Z leti je bil Koči priča hitri komercializaciji in je danes prerasel v komercialno središče Kerale.

## Geografija
Koči leži na jugozahodni obali Indije na 9°58′N 76°13′E / 9.967°N 76.217°E, z mejnim območjem korporacije 94,88 km². Z leti se je mesto znatno razširilo izven meje korporacije, določene leta 1967, čeprav uradne meje mesta še niso bile povečane. Mesto se razteza po zalednih vodah in obsega severni del polotoka, več otokov in del celine. Na zahodu leži Lakadivsko morje, na vzhodu pa je urbanizirana regija v preostalem celinskem območju. Velik del Kočija leži na morski gladini z obalo, dolgo 48 km.
Sedanje metropolitanske meje Kočija vključujejo celinski Ernakulam, Fort Koči, predmestja Edapali, Kalamaseri, Aluva in Kakanad na severovzhodu; Tripunithura na jugovzhodu; in skupina otokov, tesno raztresenih v jezeru Vembanad. Državna vlada in GCDA nameravata vključiti Mala in Kodungallur v okrožju Thrissur, Angamaly, Perumbavoor, Piravom in Kolenchery v okrožju Ernakulam, Thalayolaparambu in Vaikom v Kottayamu ter Cherthalo v okrožju Alappuzha znotraj metropolitanskih meja Kochi. Novoustanovljena metropola bi bila pod nadzorom nove oblasti, imenovane Koči Metropolitan Regional Development Authority.  Vendar pa The Hindu poroča, da državna vlada še ni sprejela nobenih konkretnih korakov v zvezi s tem.
Tla so sestavljena iz sedimentov, kot so naplavine, teris, rjavi pesek itd. Hidromorfna slana tla najdemo tudi na območjih, ki obkrožajo zaledne vode.
Prevladujoče vrste kamnin, ki jih najdemo tukaj, so arhejski bazični dajki, čarnokiti in gnajsi. Ekološko občutljivo območje Zatočišče za ptice Mangalavanam je v osrednjem delu mesta. Ima široko paleto vrst mangrov in je gnezdišče za veliko različnih ptic selivk.
Potrebe Kočija po vodi so v celoti odvisne od podzemne vode in dveh rek, ki tečeta skozi okrožje, Perijar in Muvatupuzha. Perijar služi celotnemu severnemu delu mesta, medtem ko reka Muvatupuzha v okviru projekta JnNurm pokriva zahodni del.

### Podnebje
Po Köppnovi podnebni klasifikaciji ima Koči tropsko monsunsko podnebje (Am). Bližina Kočija ekvatorju in njegova obalna lega povzročita majhne sezonske temperaturne razlike z zmerno do visoko stopnjo vlažnosti. Letne temperature se gibljejo med 23 in 31 °C, pri čemer je rekordna najvišja temperatura 36,5 °C, rekordno nizka pa 16,3 °C. Od junija do septembra jugozahodni monsun prinaša močno deževje, saj Koči leži na privetrni strani Zahodnih Gatov. Od oktobra do decembra Kochi prejme blažji (a precejšnji) dež zaradi severovzhodnega monsuna, saj leži na zavetrni strani. Povprečna letna količina padavin je 3014,9 mm, letno povprečje 124 deževnih dni.

## Demografija
Koči ima največjo gostoto prebivalstva v Kerali s 7139 ljudmi na km².
Od leta 2011 je imel Koči v metropolitanskem območju 2.117.990 prebivalcev. Razmerje med ženskami in moškimi je 1028:1000, kar je precej višje od indijskega povprečja, ki znaša 933:1000. Stopnja pismenosti je 97,5 %. Stopnja pismenosti žensk zaostaja za stopnjo pismenosti moških za 1,1 %, kar je med najnižjimi vrzelmi v Indiji.
Glavne religije Kočija so hinduizem, krščanstvo in islam. Džainizem, judovstvo, sikhizem in budizem z manjšimi privrženci se prav tako izvajajo v Kočiju. Čeprav jih 44 % izpoveduje hinduizem, je zaradi velikega števila privržencev krščanstva (38 %) Koči mesto z eno največjih krščanskih populacij v Indiji. Večina prebivalcev mesta je Malajalcev. Vendar pa obstajajo pomembne etnične manjšinske skupnosti, vključno s Tamilci, Gudžarati, Judi, Anglo-Indijci, Sikhi in Konkani. Malajalamščina je glavni komunikacijski jezik in medij poučevanja v osnovnem izobraževanju, čeprav številne šole ponujajo Angleška srednja izobrazba. Visokošolsko izobraževanje je vedno v angleščini, ki je najprimernejši jezik v poslovnih krogih. Tamilščina in hindijščina se splošno razumeta, čeprav se ju redko govori.
Tako kot druga hitro rastoča mesta v svetu v razvoju ima tudi Koči velike težave z urbanizacijo. Mesto je bilo uvrščeno na deseto mesto med indijskimi mesti glede na stroške stanovanj in razpoložljivost, gnečo v mestnih gospodinjstvih in dohodke gospodinjstev.
Koči je po študiji družbe Nielsen iz leta 2009 uvrščen na sedmo mesto na seznamu desetih najbolj premožnih mest v Indiji. Koči je bil uvrščen na četrto najčistejše mesto v Indiji na lestvici mest Swachch Bharat. Izbrano je bilo kot eno od stotih indijskih mest, ki naj bi se razvijala kot pametno mesto v okviru vodilne misije pametnih mest premiera Narendre Modija.